# Niżnij Burgałtaj
Niżnij Burgałtaj (ros. Нижний Бургалтай) – wieś w Rosji, w Buriacji, w rejonie dżydińskim. W 2010 liczyła 826 mieszkańców.